# Pierre Harvey
Pierre Harvey (Rimouski, 24 marzo 1957) è un ex ciclista su strada ed ex fondista canadese che pronunciò il giuramento olimpico ai XV Giochi olimpici invernali di Calgary 1988.
È padre di Alex, a sua volta fondista di alto livello.

## Biografia

### Carriera ciclistica
In carriera prese parte a due edizioni dei Giochi olimpici estivi, Montréal 1976, in cui fu 24º nella corsa in linea, e Los Angeles 1984, in cui non concluse la corsa in linea e terminò 14º nella cronometro a squadre. Fu due volte campione nazionale canadese, in linea nel 1976 e a cronometro tre anni più tardi. Nel 1978 fu medaglia d'argento nella prova in linea nell'edizione canadese dei Giochi del Commonwealth.

### Carriera sciistica
In Coppa del Mondo ottenne il primo risultato di rilievo il 12 marzo 1982 a Falun (6º) e la prima vittoria, nonché primo podio, il 7 marzo 1987 nella medesima località.
In carriera prese parte a due edizioni dei Giochi olimpici invernali, Sarajevo 1984 (21º nella 15 km, 21º nella 30 km, 20º nella 50 km) e Calgary 1988 (17º nella 15 km, 14º nella 30 km, 21º nella 50 km, 9º nella staffetta), e a una dei Campionati mondiali, Oslo 1982 (16º nella 15 km).

## Palmarès

### Ciclismo
- 1976

Campionati canadesi, Prova in linea
- 1979

Campionati canadesi, Prova a cronometro

#### Piazzamenti

##### Competizioni mondiali
- Giochi olimpici

Montréal 1976 - In linea: 24º
Los Angeles 1984 - In linea: ritirato
Los Angeles 1984 - Cronosquadre: 14º

### Sci di fondo

#### Coppa del Mondo
- Miglior piazzamento in classifica generale: 6º nel 1988
- 4 podi (tutti individuali[2]):
  - 3 vittorie
  - 1 terzo posto

##### Coppa del Mondo - vittorie
| Data          | Località | Nazione  | Spec.    |
| ------------- | -------- | -------- | -------- |
| 7 marzo 1987  | Falun    | Svezia   | 30 km TL |
| 12 marzo 1988 | Falun    | Svezia   | 30 km TL |
| 19 marzo 1988 | Oslo     | Norvegia | 50 km TL |

Legenda:

TL = tecnica libera